# Pallopteridae
Famille
Les Pallopteridae sont une famille de diptères brachycères.

## Liste des genres
Selon BioLib (18 avril 2019) :
- genre Eurygnathomyia Czerny, 1904
- genre Morgea Hennig, 1967
- genre Palloptera Fallén, 1820
- genre Temnosira Enderlein, 1936
- genre Toxoneura Macquart, 1835